# Scana Industrier

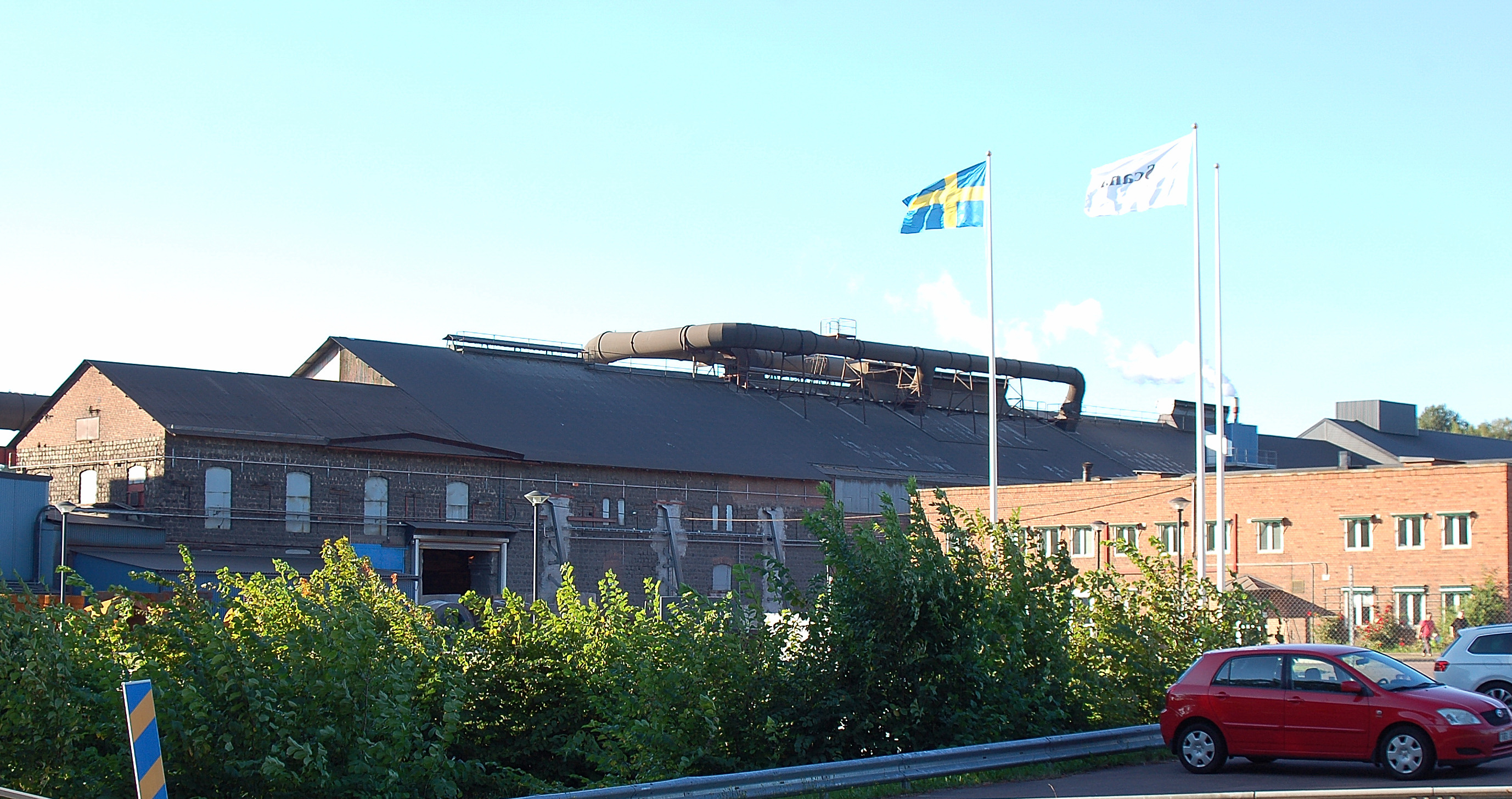
Scana Industriers anläggningar i Björneborg.

Scana Industrier ASA är en nordisk industrikoncern med huvudkontor i Stavanger. 
Scana Industrier har produktion i Norge, Sverige och Kina och har representation i 25 länder. Omsättningen var 229 miljoner euro 2013. Koncernen har 1 900 anställda i 14 bolag.
Koncernen etablerades 1987 primärt som varu- och tjänsteproducent för oljeindustrin och bedriver verksamheten i tre affärsområden:
- Marin
- Olja och gas
- Energi och stål

Scana Steel Söderfors AB är ett av bolagen i koncernen och ligger i Söderfors. Huvudverksamheten är varmformning av metalliska material. Företaget har rötter från 1676 som Söderfors Bruk och Stora Kopparbergs Bergslags AB och har idag cirka 150 anställda. Se vidare Söderfors#Historia.